# Oswald Külpe
Oswald Külpe foi um filósofo e psicólogo germano-báltico (Kandava, atual Letónia, 3 de agosto de 1862 - Munique, 30 de dezembro de 1915).
Estudou com Wilhelm Wundt e foi professor em Würzburg, Bona e Munique. Fez pesquisas importantes sobre o estado mental de preparação para a ação. Destacou-se no estudo da diferença qualitativa entre uma lembrança e o objeto que representa. Também conduziu com seus alunos em Würzburg pesquisas sobre os efeitos da atitudes e tarefas sobre a percepção e o processo de recordação e pensamento.
Demonstrou que o que é lembrado por uma palavra depende da tarefa que é colocada para o indivíduo: tarefa é citar a classe à qual pertence uma palavra, a pessoa lembra-se dessa classe; se ela consiste em dar um exemplo, este é lembrado.
O princípio foi extrapolado para todo o processo do pensamento e a Escola de Würzburg  pretendia descobrir através da introspecção experimental a existência de um pensamento-imagem, reagindo contra as concepções do associacionismo.
A introspecção experimental diferia muito do método experimental corrente nos laboratórios de pesquisa daquela época, pois, além de se preocupar em controlar e registrar o estímulo aplicado ao sujeito e sua reação, também utilizava a observação e descrição que o próprio sujeito fazia daquilo que se passava com ele próprio durante a experiência.
Algumas da obras de Külpe são: Fundamentos da psicologia (1893), A filosofia do tempo presente (1902) e Fundamentos da ética (1921).